# سلول‌های بنیادی (کتاب)
سلول‌های بنیادی کتابی از حسین بهاروند است که در سال ۱۳۸۷ منتشر و در مراسم کتاب سال جمهوری اسلامی ایران به‌عنوان کتاب برگزیده معرفی شد.